# La Concordia (kanton)
La Concordia – kanton w Ekwadorze, w prowincji Santo Domingo de los Tsáchilas. Stolicą kantonu jest La Concordia.